# ジェニファ 涙石の恋
『ジェニファ 涙石の恋』（ジェニファ なみだいしのこい）は、2003年に製作されたジェニファー・ホームズ、山田孝之主演の日米合作映画。2004年公開。
DVD発売時のタイトルは『涙石の恋 ジェニファ』。

## キャッチコピー
飛べない僕はもうひとつの羽を彼女に見つけた。

## 概要
長野県のとある田舎にある善福寺には婿養子である省三（遠藤憲一）と妻の清子（高橋ひとみ）、娘の郁代（浅見れいな）そして居候の隆志（山田孝之）の4人が暮らしていた。ある日、ジェニファ（ジェニファー・ホームズ）という外国の少女がホームステイとしてその仲間に加わる。
奔放な彼女と接するうち、隆志の心に変化が表れ始めるが、そんな中、ある事件が起こる。

## エピソード
- 日本に留学経験のある主演のジェニファー・ホームズの実体験を原案にして脚本が作られた。
- 浅見れいなは「Lux Dream Girl 2003」で3527名の応募者の中から日本人初の 「Lux Dream Girl」に選ばれ、この作品に出演が決まった。劇中ではLUXの商品が多く使用されている。

## キャスト
- ジェニファ - ジェニファー・ホームズ(本名：Odessa Rae)
- 荒木隆志 - 山田孝之
- 時松省三 - 遠藤憲一
- 時松清子 - 高橋ひとみ
- 時松郁代 - 浅見れいな
- 酒屋・田中 - 安田暁
- 修行僧・細井 - 西尾季隆（X-GUN）
- 修行僧・遠野 - 湯江健幸
- 修行僧・剣持 - 坂本真
- 檀家の男 - 田中要次
- 檀家の主人 - 六平直政（友情出演）

## スタッフ
- 監督：三枝健起
- プロデューサー：佐々木亜希子
- ラインプロデューサー: 橋本直樹
- コー・プロデューサー：ロビー・ロバートソン
- 原案：ジェニファー・ホームズ
- 脚本：今井雅子
- 撮影：スティーヴン・D・スミス
- 美術：福沢裕二
- 音楽：倉本裕基
- 製作委員会メンバー：エースリーパートナーズ、ウィルコ